# Kárta

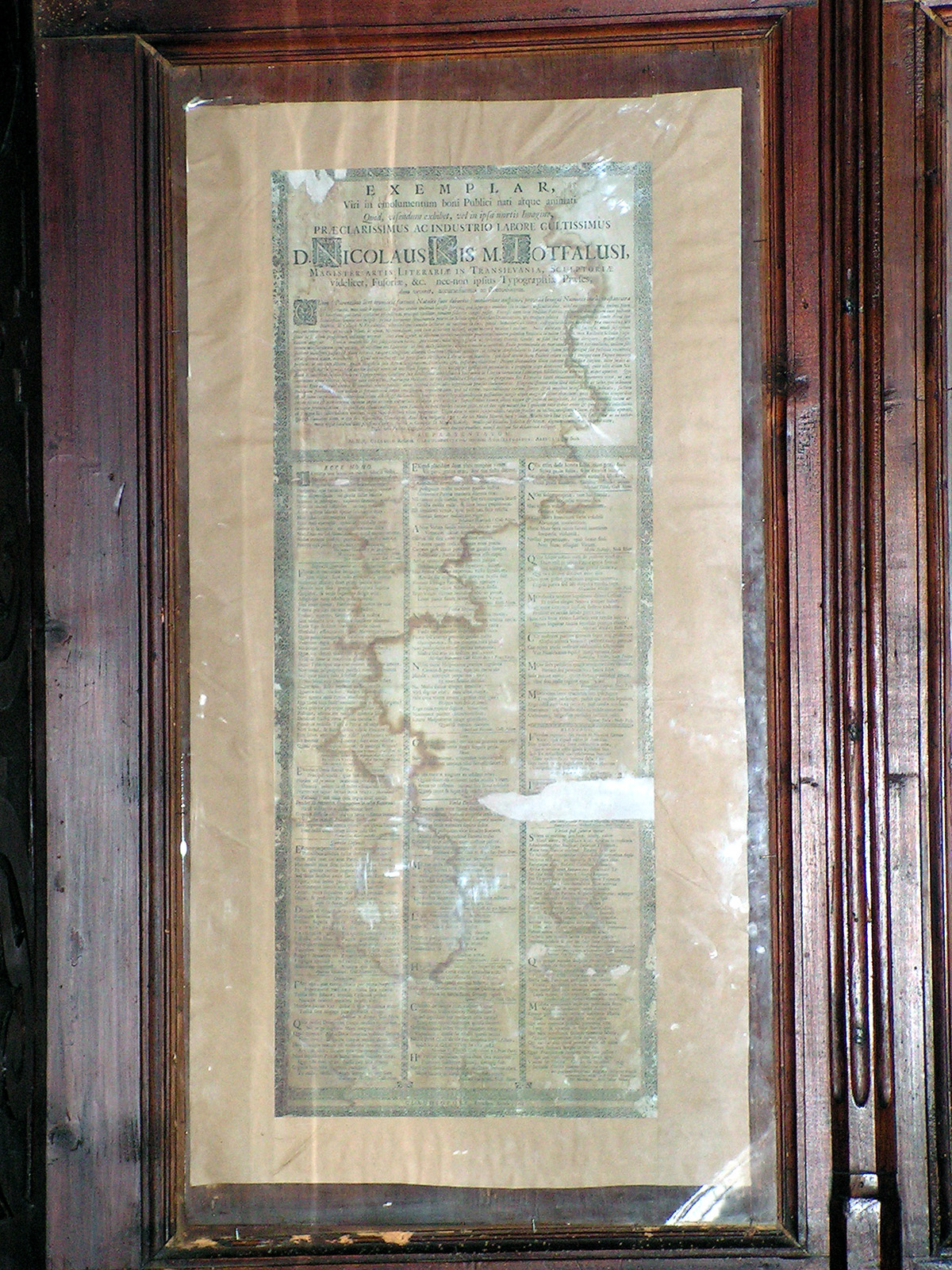
Misztótfalusi Kis Miklós halotti kártája a kolozsvári Farkas utcai református templomban

A kárta nyomtatott, plakát méretű lakodalmi vagy temetési emléklap. Általában 150–600 példányban készült, díszes kivitelben. 
A legrégebbi magyar vonatkozású temetési kárták a 16. század végéről származnak, az első ismert lakodalmi kárta 1651-ből való. A fennmaradt kisszámú nyomtatvány többsége 17. századi.
A temetési kárta tartalmazta a halott részletes életrajzát, amelyet rendszerint valamilyen egyházi személy írt, illetve a halottat magasztaló és búcsúztató verseket, amelyek kollégiumi diákok szerzeményei voltak. Ezeket három-hat összeragasztott nyomdai ív egyik oldalára, díszes keretben és díszes címbetűkkel nyomtatták. A nyomtatványt a templom ajtaján kívül kifüggesztették a temetési menet útvonalán is, illetve a rokonoknak és barátoknak adták ajándékba.
A kolozsvári Farkas utcai református templom gyűjteményében számos halotti kárta található; legnagyobb részük unikum. A legrégebbi Kovásznai Péter püspöké (1673).